# Nigeriella avicola
Nigeriella avicola is een vliesvleugelig insect uit de familie vijgenwespen (Agaonidae). De wetenschappelijke naam is voor het eerst geldig gepubliceerd in 1975 door Wiebes.